# Xysticus kochi abchasicus
Xysticus kochi là một phân loài nhện trong họ Thomisidae.
Loài này thuộc chi Xysticus. Xysticus kochi abchasicus được miêu tả năm 1971 bởi Mcheidze & Utochkin.

## Hình ảnh

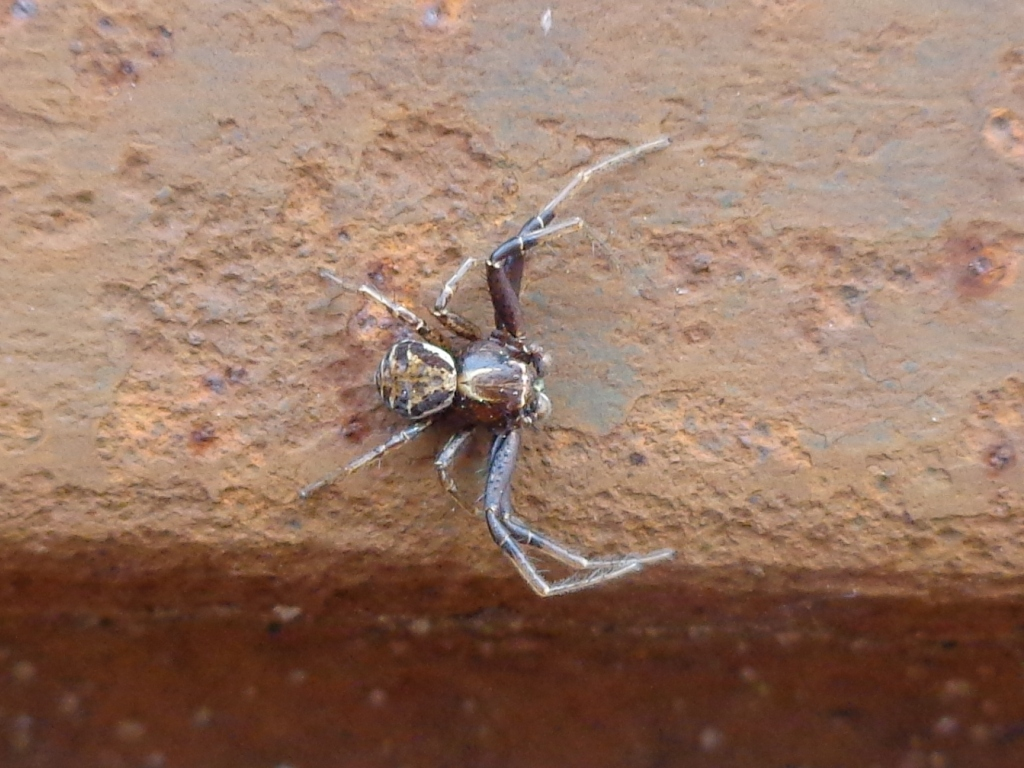
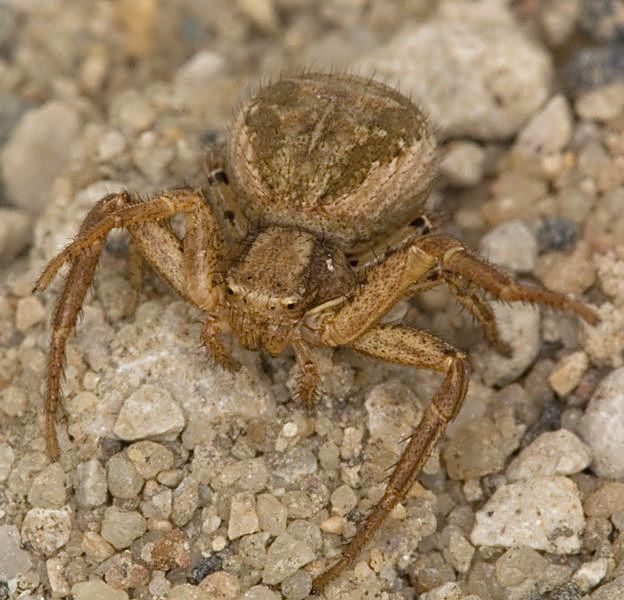
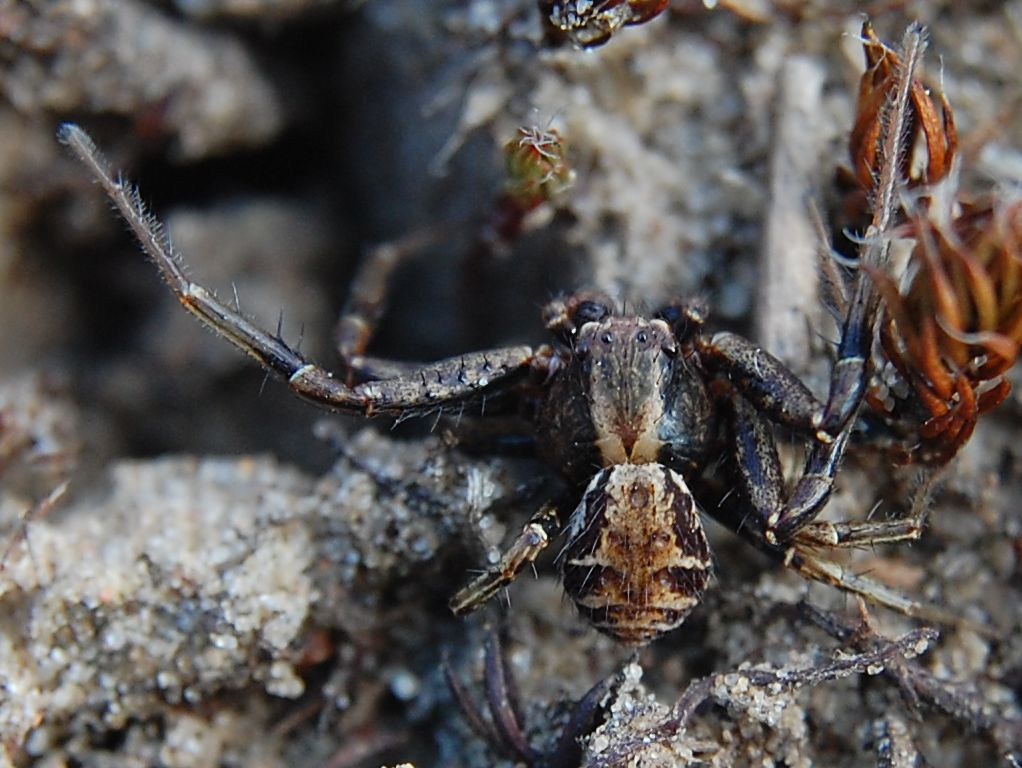